# Deutsches Geschlechterbuch
Le Deutsches Geschlechterbuch, jusqu'en 1943 Genealogisches Handbuch bürgerlicher Familien, est un manuel généalogique avec les arbres des familles non nobles.

## Concept
Le Deutsches Geschlechterbuch est le pendant du Manuel généalogique de la noblesse et n'en diffère que par le groupe de population considéré, ici les familles non nobles (c'est-à-dire bourgeoises et rurales).
Le but du Deutschen Geschlechterbuchs est de faciliter la recherche familiale en publiant la liste de la lignée et les armoiries de la famille. De nombreux volumes différents sont classés selon les régions d'origine de l'ancien Empire allemand - par ex. B. Livre généalogique « westphalien » ou « silésien » - afin que des recherches puissent être effectuées ici sur la descendance des ancêtres d'une région spécifique.
Le Hamburgische Geschlechterbuch avec ses dix-sept volumes (2007) dans le cadre du Deutschen Geschlechterbuchs est un ouvrage généalogique autonome qu'aucune autre ville n'a à offrir. Il est principalement destiné à représenter des familles de la classe supérieure de la république de la ville (dite Ligue hanséatique).

## Genealogisches Handbuch bürgerlicher Familien
Le Deutsche Geschlechterbuch est publié de 1889 à 1943 sous le titre Genealogisches Handbuch bürgerlicher Familien et pendant ce temps le porte à 119 volumes, que le généalogiste Bernhard Koerner (de) publie en 1889 dans la maison d'édition F. Mahler Charlottenbourg, 1894-1904 dans le maison d'édition WT Bruer Berlin et 1906-1943 publié par la maison d'édition CA Starke Görlitz. Koerner fournit aux volumes des avant-propos de plus en plus völkisch et antisémites dans lesquels il représente l'idée d'une race germanique prétendument originale de la bourgeoisie allemande.
Plus de 4 000 familles sont traitées.
Les 119 volumes du Manuel généalogique, épuisés, sont entièrement numérisés depuis mi-décembre 2007 et sont désormais disponibles sur 16 CD-ROM :
| volumes | 1–10 | 11–18 | 19–24 | 25–32 | 33–40 | 41–48 | 49–56 | 57–64 | 65–72 | 73–80 | 81–87 | 88–94 | 95–100 | 101–106 | 107–112 | 113–119 |
| ------- | ---- | ----- | ----- | ----- | ----- | ----- | ----- | ----- | ----- | ----- | ----- | ----- | ------ | ------- | ------- | ------- |
| CD      | 1    | 2     | 3     | 4     | 5     | 6     | 7     | 8     | 9     | 10    | 11    | 12    | 13     | 14      | 15      | 16      |

## Deutsches Geschlechterbuch
Après une interruption de douze ans, la série est poursuivie en 1955 par CA Starke Verlag, qui est ensuite transféré à Limbourg-sur-la-Lahn, avec le volume 120 sous le nom de Deutsches Geschlechterbuch. Le tome 221 est sorti en 2012. La plupart de ces volumes sont disponibles sur DVD-ROM :
| volumes | 120 – 125 | 126 – 131 | 132 – 137 | 138 – 143 | 144 – 149 | 150 – 155 | 155 – 161 | 162 – 167 | 168 – 173 | 174 – 179 | 180 – 185 | 186 – 191 | 192 – 197 | 198 – 203 | 204 – 209 | 210 – 215 | 216 – 221 |
| ------- | --------- | --------- | --------- | --------- | --------- | --------- | --------- | --------- | --------- | --------- | --------- | --------- | --------- | --------- | --------- | --------- | --------- |
| DVD     | 17        | 18        | 19        | 20        | 21        | 22        | 23        | 24        | 25        | 26        | 27        | 28        | 29        | 30        | 31        | 32        | 33        |

## Édition
- Deutsches Geschlechterbuch – CD-ROM. Genealogisches Handbuch bürgerlicher Familien. Gesamtverzeichnis der Bände 1–216. Verlag C. A. Starke, Limburg a. d. Lahn 2003  (ISBN 3-7980-0380-7).

## Pour approfondir